# Polonia en los Juegos Olímpicos de Pekín 2008
Polonia estuvo representada en los Juegos Olímpicos de Pekín 2008 por un total de 257 deportistas que compitieron en 23 deportes.  
El portador de la bandera en la ceremonia de apertura fue el piragüista Marek Twardowski.

## Medallistas
El equipo olímpico polaco obtuvo las siguientes medallas:
| Nombre                                                               | Deporte             | Competición                        |
| -------------------------------------------------------------------- | ------------------- | ---------------------------------- |
| Oro                                                                  |                     |                                    |
| Tomasz Majewski                                                      | Atletismo           | Peso M                             |
| Leszek Blanik                                                        | Gimnasia artística  | Salto de potro M                   |
| Szymon Kołecki                                                       | Halterofilia        | 94 kg M                            |
| Konrad Wasielewski Marek Kolbowicz Michał Jeliński Adam Korol        | Remo                | Cuatro scull (M4x) M               |
| Plata                                                                |                     |                                    |
| Piotr Małachowski                                                    | Atletismo           | Disco M                            |
| Maja Włoszczowska                                                    | Ciclismo de montaña | Campo a través F                   |
| Tomasz Motyka Adam Wiercioch Radosław Zawrotniak Robert Andrzejuk    | Esgrima             | Espada por eqs. M                  |
| Aneta Konieczna Beata Mikołajczyk                                    | Piragüismo          | K2 500 m F                         |
| Łukasz Pawłowski Bartłomiej Pawełczak Miłosz Bernatajtys Paweł Rańda | Remo                | Cuatro sin timonel ligero (LM4-) M |
| Bronce                                                               |                     |                                    |
| Marcin Dołęga                                                        | Halterofilia        | 105 kg M                           |
| Agnieszka Wieszczek                                                  | Lucha libre         | 75 kg F                            |